# Ritratto Droeshout
Il Ritratto Droeshout (Droeshout portrait o Droeshout engraving, "incisione Droeshout", in inglese), è un ritratto di William Shakespeare realizzato da Martin Droeshout mediante la tecnica dell'incisione e posto come elemento decorativo del frontespizio del First Folio, la prima raccolta delle opere complete di Shakespeare, pubblicato nel 1623, ben sette anni dopo la morte del Bardo.

## Storia

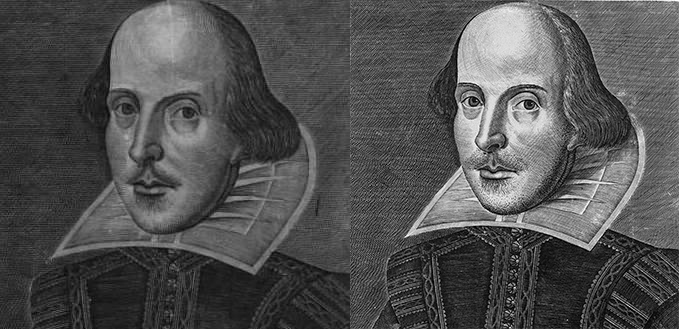
Le due versioni dell'incisione di Droeshout

L'incisione è una dei due soli artefatti che possono essere ricondotti con totale certezza al drammaturgo, unitamente alla statua fatta erigere come suo monumento funebre nella sua città natale di Stratford-upon-Avon; ambedue, tuttavia, sono postumi. L'incisione fu realizzata sette anni dopo la morte di Shakespeare e non esistono prove che dimostrino che l'incisore Martin Droeshout abbia mai incontrato Shakespeare in vita. Ciò nonostante Ben Jonson nel presentare l'incisione afferma che essa ha una buona somiglianza con il volto del poeta.
Dell'incisione esistono due stati. Nella prima versione, oggi conservata solo in quattro copie, la testa di Shakespeare sembra galleggiare sopra la gorgiera. Durante la stampa delle prime copie del volume, Droeshout si rese conto del problema e apportò dei miglioramenti all'incisione intensificando l'ombreggiatura.